# Stampo (cucina)

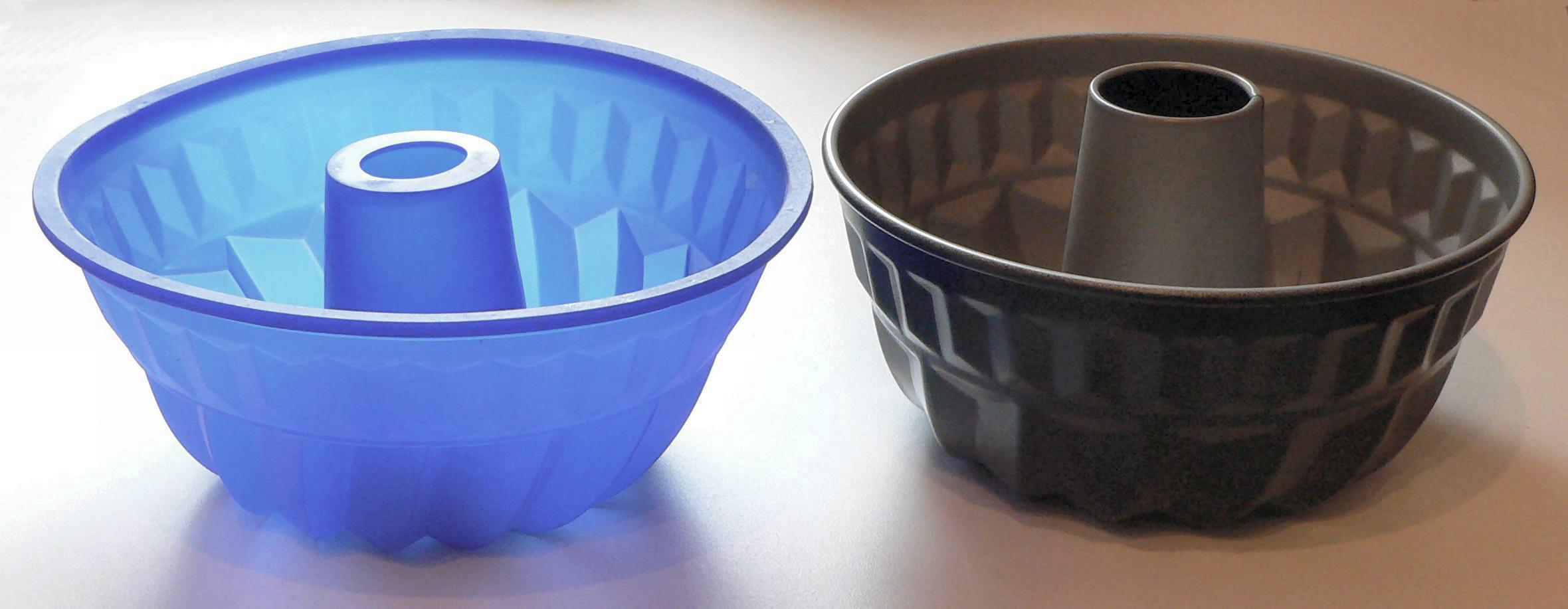
Due stampi in silicone (a sinistra) e in metallo (a destra)

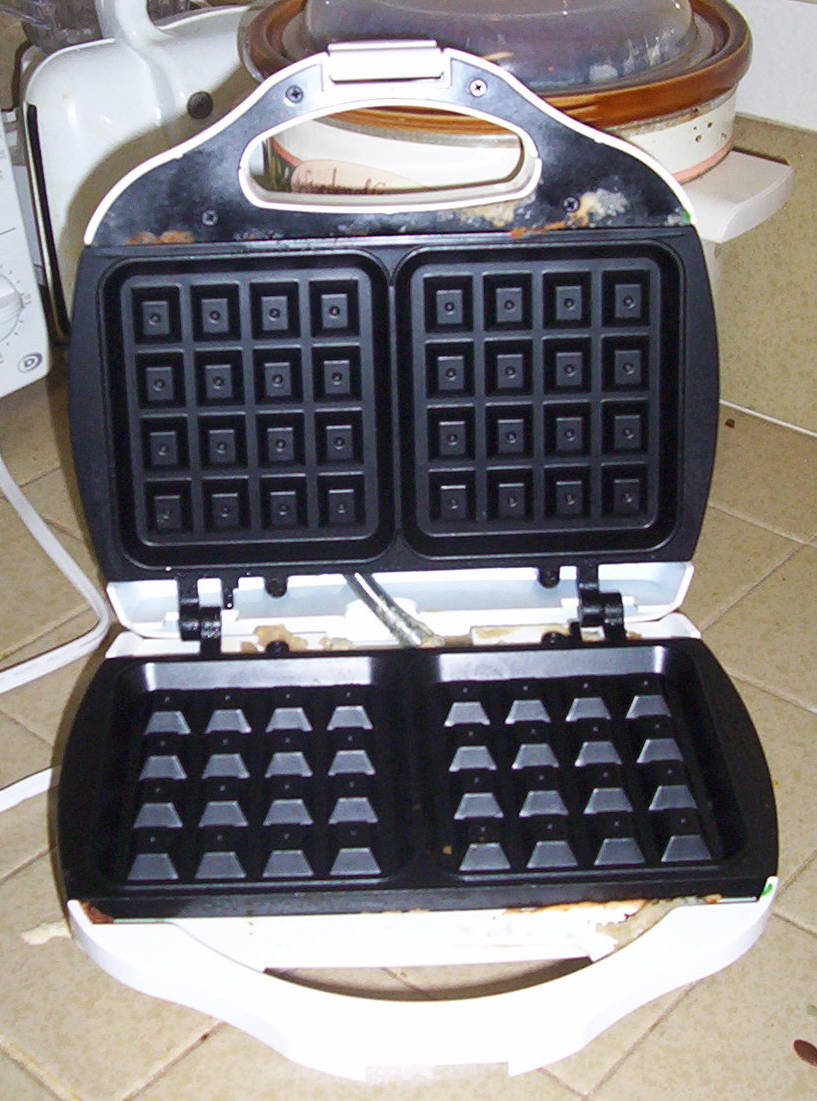
Macchina per cialde.

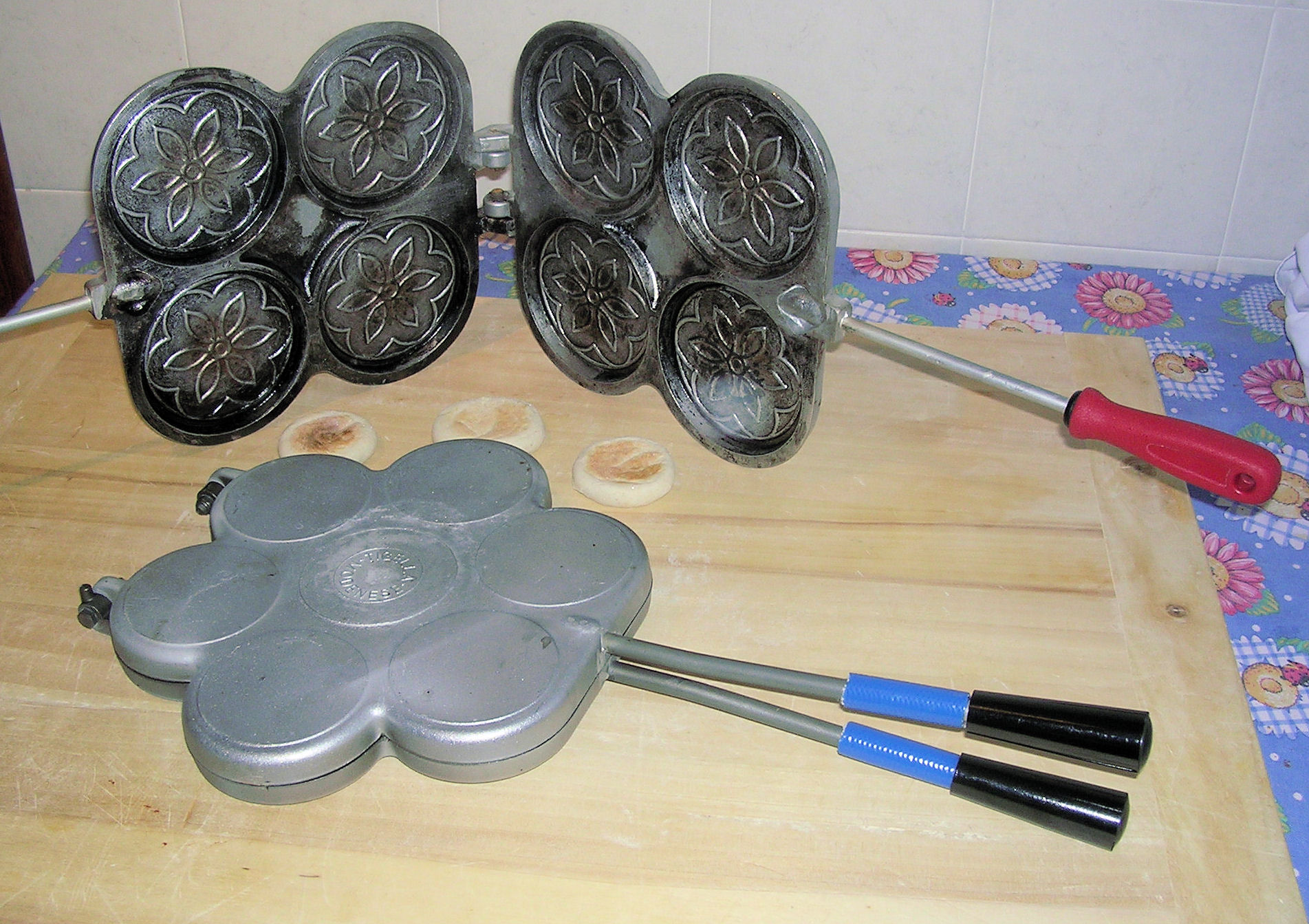
Stampo per tigelle.

Lo stampo è un recipiente in cui si versa un liquido o impasto affinché, una volta solidificato, ne acquisti la forma. Gli stampi vengono generalmente adoperati per la preparazione di dolci, formaggi, e prodotti da forno (in quest'ultimo caso si parla di teglia).  Gli stampi possono essere realizzati in vari materiali, fra cui metallo, plastica, silicone e ceramica.
Esistono inoltre degli stampi monouso in alluminio o carta e, sempre più spesso, sono dotati di una superficie antiaderente.